# Lophomachia albiradiata
Lophomachia albiradiata là một loài bướm đêm trong họ Geometridae.